# Суйбинь
Суйби́нь (кит. упр. 绥滨, пиньинь Suíbīn) — уезд городского округа Хэган провинции Хэйлунцзян (КНР). Уезд назван по существовавшей в этих местах пристани.

## История
Уезд был образован 9 января 1929 года. Сначала его назвали Суйдун (绥东县), но так как тут же выяснилось, что уезд с таким названием есть в провинции Жэхэ, то во избежание дублирования 23 января уезд переименовали в Суйбинь — по названию имевшейся в этих местах пристани.
В 1932 году в Маньчжурии японцами было создано марионеточное государство Маньчжоу-го, и уезд Суйбинь вошёл в состав провинции Саньцзян. По окончании Второй мировой войны правительство Китайской республики осуществило административно-территориальный передел Северо-Востока. В 1947 году провинция Саньцзян была ликвидирована, и уезд Суйбинь вошёл в состав провинции Хэцзян. В мае 1949 года провинция Хэцзян была присоединена к провинции Сунцзян, а в июне было принято решение о ликвидации уезда Суйбинь; его земли были присоединены к уезду Фуцзинь.
В 1964 году уезд Суйбинь был воссоздан. В 1985 году он был подчинён городскому округу Цзямусы, а в 1987 году — переведён в состав городского округа Хэган.

## Административное деление
Уезд Суйбинь делится на 3 посёлка и 6 волостей.
| № | Название | Название (кит.) | Статус  | Население чел. (2010) | На карте                         |
| - | -------- | --------------- | ------- | --------------------- | -------------------------------- |
| 1 | Суйбинь  | 绥滨镇          | поселок | 47356                 | 47°17′20″ с. ш. 131°51′20″ в. д. |
| 2 | Чжунжэнь | 忠仁镇          | поселок | 19691                 | 47°32′46″ с. ш. 131°50′24″ в. д. |
| 3 | Суйдун   | 绥东镇          | поселок | 16086                 | 47°25′03″ с. ш. 132°05′48″ в. д. |
| 4 | Ляньшэн  | 连生乡          | волость | 12432                 | 47°24′37″ с. ш. 131°56′39″ в. д. |
| 5 | Бэйган   | 北岗乡          | волость | 10500                 | 47°20′57″ с. ш. 131°46′00″ в. д. |
| 6 | Фуцян    | 富强乡          | волость | 4655                  | 47°18′34″ с. ш. 131°36′35″ в. д. |
| 7 | Фусин    | 福兴乡          | волость | 4286                  | 47°34′57″ с. ш. 131°39′37″ в. д. |
| 8 | Бэйшань  | 北山乡          | волость | 4271                  | 47°27′11″ с. ш. 131°43′45″ в. д. |
| 9 | Синьфу   | 新富乡          | волость | 2649                  | 47°23′57″ с. ш. 131°27′06″ в. д. |

## Соседние административные единицы
Уезд Суйбинь на западе граничит с уездом Лобэй, на востоке и юге — с городским округом Цзямусы, на севере — с Российской Федерацией.